# أنصار الخلافة (الفلبين)
أنصار الخلافة الفلبينية (بالإنجليزية: Ansar Khalifa Philippines) هي جماعة فلبينية مقاتلة نشأت في شهر أغسطس 2014، عندما أصدرت شريط فيديو يتعهد بالولاء لتنظيم داعش. بيد أن القوات المسلحة الفلبينية تصنف الجماعة بأنها عصابات تشارك في أنشطة سرقة الماشية والابتزاز.

## خلفية
أنصار الخلافة الفلبينية يقع مقرها في مقاطعتي كوتاباتو الجنوبية وسارانغاني، وكان يقودها في البداية أبو شريفة. تُعتبر الجماعة أقرب صلة لمقاتلي داعش في سوريا من بين الجماعات الإرهابية المحلية في الفلبين.
قُتل محمد جعفر ماغويد الذي حدده مسؤولون أمنيون فلبينيون كرئيس لجماعة أنصار الخلافة الفلبينية، في عملية قامت بها وكالة تنسيق الاستخبارات الوطنية والشرطة الوطنية الفلبينية في 5 يناير 2017 في كيامبا سارانغاني، وقيل إن ماغويد قد تلقى تدريبًا من قبل ذو الكفل عبدهير في صناعة القنابل. بعد بضعة أسابيع قبض رجال الشرطة في بولومولوك جنوب كوتاباتو، على الزعيم الجديد للمجموعة عبد الله نيلونغ.

## النشاط
في نوفمبر 2015 قُتل ثمانية من أعضاء أنصار الخلافة في معارك استمرت أربع ساعات ضد الوحدات العسكرية الفلبينية في سلطان قدرات. تم التعرف على أحد المسلحين القتلى على أنه عبد الفتاح وهو مواطن إندونيسي، بعد ذلك بوقت قصير أصدرت المجموعة شريط فيديو يظهر تدريب المجندين في موقع غابة لم يكشف عنه.
ذكر مسؤولو الأمن الفلبينيون أن أنصار الخلافة تعاونت مع جماعة ماوت في تنفيذ تفجير مدينة دافاو عام 2016. في ديسمبر 2016 استولى أفراد الشرطة الوطنية الفلبينية على اثنين من أفراد الجماعة المزعومين، بعد أن انفجرت قنبلة زرعتها في سلة المهملات بالقرب من سفارة الولايات المتحدة في مانيلا. يقال إن الجماعة عملت مع جماعة أبو سياف في تنفيذ الخطة الفاشلة لاختطاف السياح في منطقة فيساياس التي بلغت ذروتها في اشتباك بوهول عام 2017.